# Zementwerk Antoing

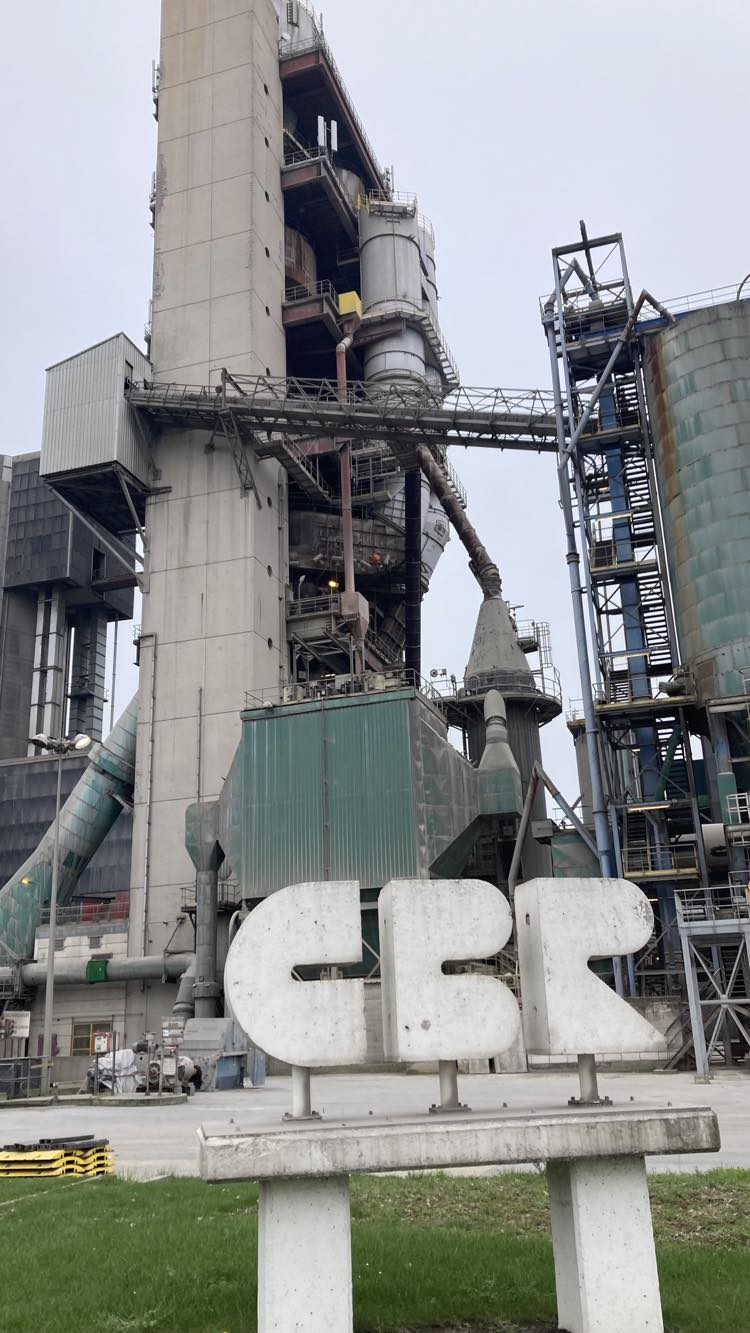
Eingang Werk Antoing

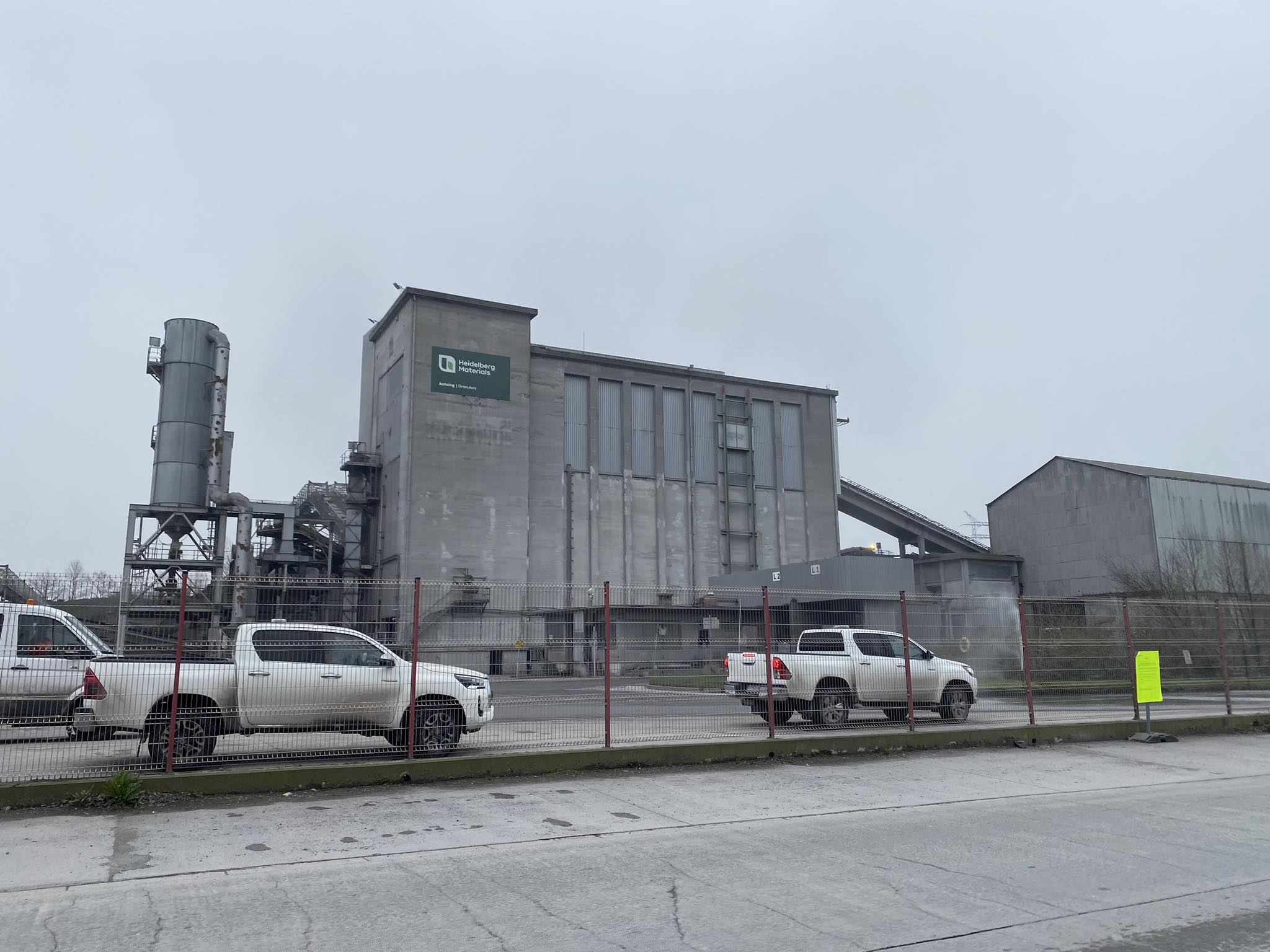
Werk Antoing

Das Zementwerk Antoing befindet sich in der belgischen Provinz Hennegau an der Schelde in der Gemeinde Antoing bei Tournai. Der Zementofen, der sehr hohe Temperaturen erreicht, stellt das Herzstück der Anlage dar, die für die Herstellung von Zement benötigt wird, der wiederum als Bindemittel für Beton dient. Der Ofen wurde im Jahr 1929 von der Firma CBR erbaut, die im November 2021 von Heidelberg Materials übernommen wurde. Der gesamte Standort ist auf den kontinuierlichen Betrieb des Ofens ausgerichtet, von der Gewinnung der Rohstoffe im nahe gelegenen Steinbruch bis hin zum Export des fertigen Klinkers.

## Geschichte
Die Geschichte der künstlichen Portlandzementindustrie in Belgien beginnt im Jahr 1872 mit der Inbetriebnahme eines ersten Werks in Cronfestu nahe Binche. Im Jahr 1897 existierten bereits 13 Werke in Belgien. Die Produktion überstieg die Inlandsnachfrage, sodass ein Großteil der Produktion in die Niederlande exportiert wurde. Der Aufschwung führte nicht nur zu technologischen Fortschritten, sondern auch zu bedeutenden finanziellen Veränderungen, die dazu führten, dass viele Familienbetriebe in belgische Unternehmen umgewandelt, aber auch häufig von ausländischen Unternehmen aufgekauft wurden. Im Jahr 1926 erwarb die CBR eine Beteiligung von fast 4 Millionen belgischen Francs an der Société Carrières a Chaux et a Ciments du Coucou in Antoing, wodurch sie de facto die Kontrolle über das Unternehmen erhielt.
Am 18. Juni 1929 fusionierten die alte Gesellschaft und die Société Carrières et Fours à Chaux et à Ciments du Coucou in Antoing zur C.B.R. und profitierten dabei von den durch das Gesetz vom 23. Juli 1927 geschaffenen günstigen steuerlichen Bedingungen.
Infolge der Wirtschaftskrise, die ab 1973 in den europäischen Industrieländern zu beobachten war, verzeichnete der Zementverbrauch einen Rückgang von durchschnittlich 2 % pro Jahr. Dies hatte schwerwiegende Konsequenzen für die Bauindustrie und insbesondere für die C.B.R.-Gruppe, da die Zementproduktion als sehr energieintensiv gilt. Der konsolidierte Gewinn der belgischen Gruppe lag 1978 nahe bei Null, und während dieser Krise verschwanden die letzten unabhängigen Zementhersteller. C.B.R. beteiligte sich an dieser Konsolidierung und schloss Ende 1981 eine Vereinbarung mit Cimescaut, dem Eigentümer eines Werks in Antoing. C.B.R. übernahm die Zementaktivitäten von Cimescaut und gründete gemeinsam mit diesem Unternehmen die Carrières d'Antoing, in die Cimescaut seine Kalksteinvorkommen einbrachte.
Im Jahr 1981 strukturierte C.B.R. die Zementproduktion aufgrund eines schrumpfenden Marktes und höherer Energiekosten um und ersetzte die Nassprozessöfen durch Trockenprozessöfen. Die Klinkerproduktion wurde in drei großen Trocknungsöfen konzentriert: Maastricht (Teil von E.N.C.I.), Lixhe und einem neuen Standort in Antoing. Im Jahr 1983 führte C.B.R. eine große Kapitalerhöhung durch, um Umstrukturierungs- und Entwicklungsinvestitionen zu finanzieren, darunter den Bau des neuen Klinkerwerks in Antoing. Das im Juni 1986 fertiggestellte Werk kann als Beispiel für die seinerzeit fortschrittliche Automatisierung mit einer Produktionskapazität von 110 Tonnen Klinker pro Stunde bezeichnet werden. Am 22. November 2023 erfolgte die offizielle Umbenennung von C.B.R. in Heidelberg Materials Benelux, woraufhin bereits kurz darauf Lastwagen mit dem neuen Logo und Namen auf den Straßen zu sehen waren.

## Eigentumsverhältnisse
Das Werk in Antoing befindet sich derzeit im Besitz des deutschen Unternehmens Heidelberg Materials. In den nahe gelegenen Steinbrüchen sind mehrere Unternehmen tätig, darunter Heidelberg Materials, Sagrex und Holcim. Die Zementaktivitäten von Heidelberg Materials in Belgien, die 1993 nach der Übernahme von CBR aufgenommen wurden, umfassen die Herstellung und den Verkauf einer breiten Palette von Zementen für den Hoch-, Tief- und Ingenieurbau. Das Unternehmen bietet standardisierte, verpackte und lose Zemente unter demselben Marktnamen an.
Die fünf in Belgien tätigen Zementunternehmen (CCB, Cemminerals, Heidelberg Materials, Holcim und VV/M Cement) sind Mitglieder von FEBELCEM: Verband der belgischen Zementindustrie. Das Werk in Antoing ist somit Teil dieses Verbandes.

## Produktion

### Materialien
Die Produktion von Beton erfolgt durch die Zugabe von Zement und Zuschlagstoffen, welche in Form von Sand, Kies oder Schotter vorliegen. Zement ist ein anorganisches Gemisch aus Calciumsilikaten, welches mit Wasser reagiert und Calciumsilikathydrate bildet. Diese Hydrate bilden ein Netzwerk und verleihen dem Zement im Beton Festigkeit.

#### Abbau im Steinbruch

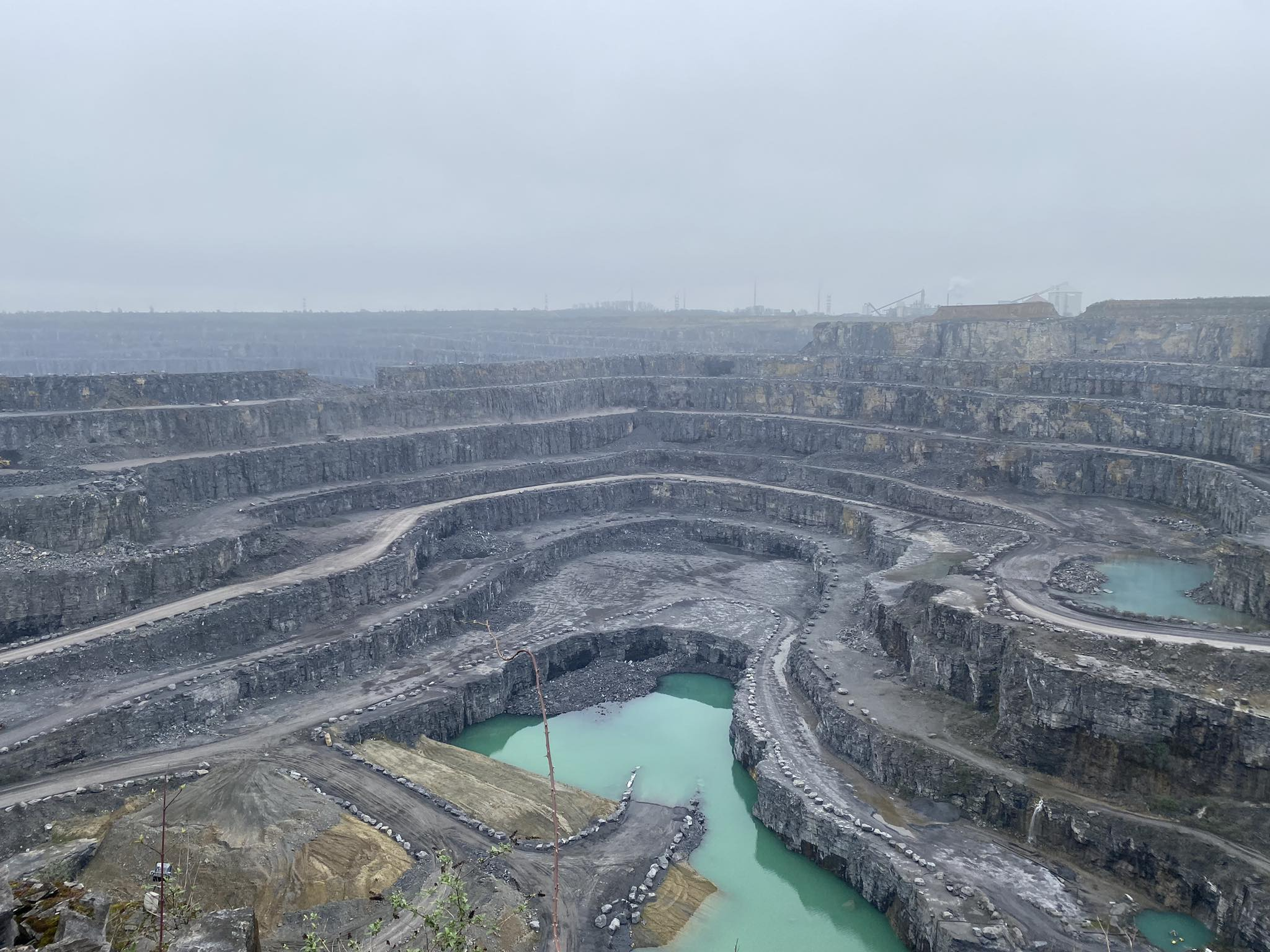
Steinbruch Cimescaut (Antoing).

Der CBR-Steinbruch in Antoing produziert Portlandklinker für die Zementöfen in Gent, Rotterdam und Ijmuiden. Zur Herstellung von 1.000 Kilotonnen Klinker pro Jahr verwendet CBR Antoing auch Kalkstein aus dem benachbarten Carrière Lemey als Rohmaterial. An den Standorten Gent und Mons erfolgt die Verarbeitung des Klinkers aus Antoing zu Zement.
Die Carrière Cimescaut befindet sich seit 1982 im Besitz von CBR und wird von Sagrex betrieben. Zusammen mit den benachbarten Steinbrüchen Carrière Lemay (Sagrex) und Carrière du Milieu (Holcim) umfasst der Steinbruch eine Fläche von 240 Hektar. Die Grenze zwischen Carrière Lemay und Carrière Cimescaut wird derzeit abgebaut, um die beiden Steinbrüche zusammenzulegen.
Der Steinbruch produziert jährlich 2,3 Mio. Tonnen Kalkstein, ein Sedimentgestein, das hauptsächlich aus Kalziumkarbonat besteht. Das Gestein eignet sich in besonderem Maße für die Zusammensetzung von Zementbeton. Darüber hinaus werden 1,4 Mio. t Material für die Klinkerproduktion abgebaut und als Rohmaterial im Werk Heidelberg Materials verwendet. Der Mutterboden wird abgetragen und damit der Trou Billemont-Hügel neben dem Werksgelände bebaut und als Naturschutzgebiet eingerichtet. Des Weiteren soll hier ein Habitat für Pflanzen geschaffen werden, die auf kalkhaltigen Böden gedeihen.
Der Abbau des Gesteins erfolgt mittels Dynamit, wobei täglich um 12:30 Uhr eine Explosion stattfindet, welche Trümmer freisetzt. Die Gesteinsschichten in Cimescaut sind aufgrund ihrer starken Horizontalität von Interesse, da sie den Abbau erleichtern. Es lassen sich acht Terrassen mit einer Breite von jeweils 10 bis 20 Metern ausmachen. Die Ablagerung von Kalzium an dieser Stelle wird durch die Annahme erklärt, dass sich hier vor 3 Millionen Jahren ein Meer befand.
Der abgebaute Klinker wird ausschließlich per Schiff transportiert, was seine günstige Lage an der Schelde erklärt.

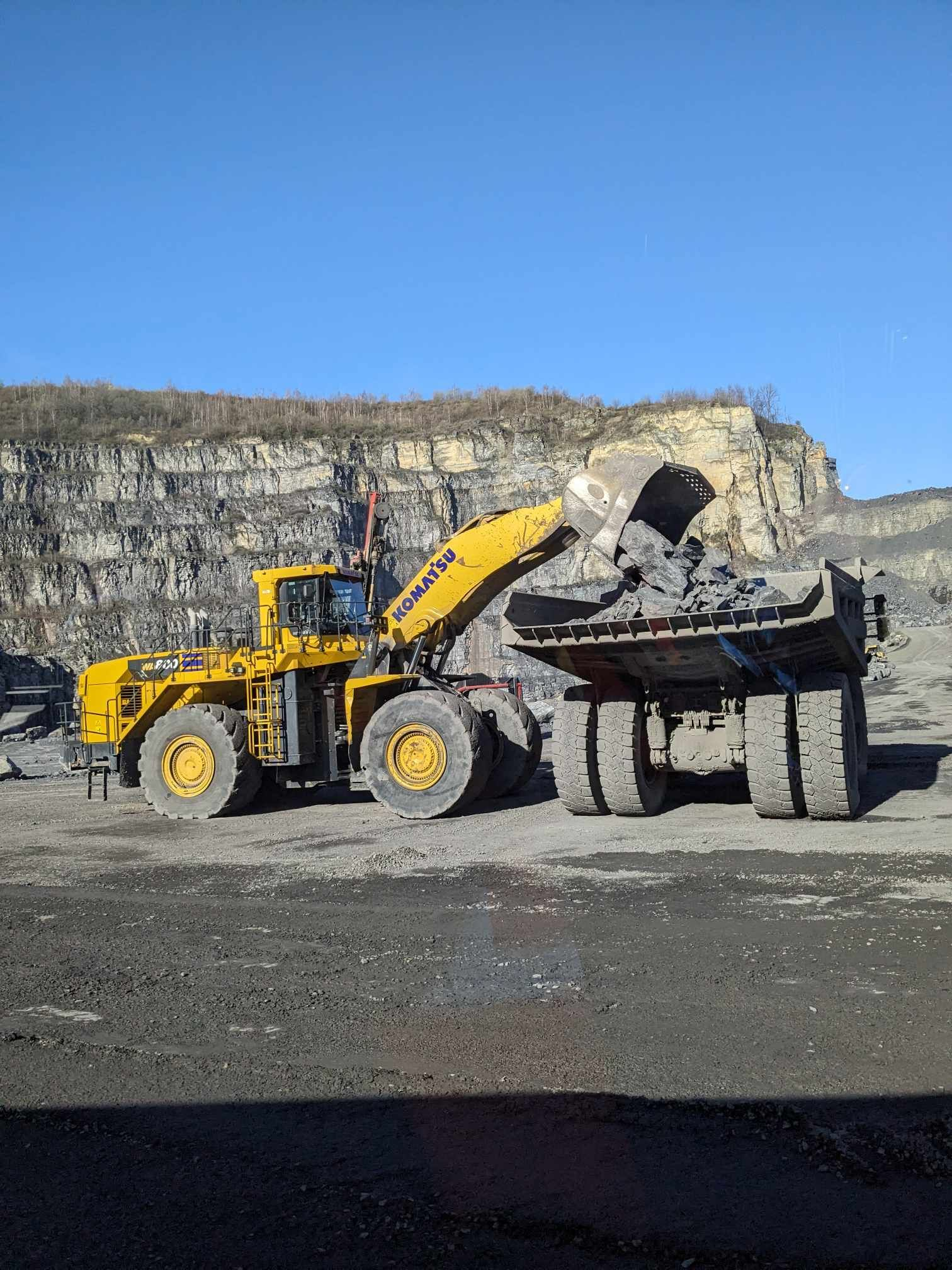
Abbau Steinbruch.

#### 'Rive Gauche' in Antoing
Nach einer mehr als zweijährigen Vorbereitungsphase wurde am 26. Oktober 2022 mit einer ersten kontrollierten Sprengung der eigentliche Kalksteinabbau am Standort Rive Gauche in Antoing-Doornik aufgenommen. Dieser Standort gehört dem ebenfalls in der Region tätigen Unternehmen Holcim und ist somit nicht im Besitz von Heidelberg Materials (das somit den Zementofen in Antoing betreibt).
Dies stellt einen wichtigen Meilenstein für den Betrieb dieses Steinbruchs mit Reserven von mehr als 300 Millionen Tonnen dar. Die langfristige Versorgung wird insbesondere für den künftigen neuen Klinkerofen sichergestellt, für den noch Genehmigungen und Investitionsvereinbarungen eingeholt werden müssen, nachdem er 15 Jahre lang aus den Reserven am rechten Scheldeufer versorgt wurde. Gemäß dem Abbauplan ist bis zum Jahr 2040 der Abbau und die Lagerung von etwa 5,5 Mio. m³ nicht verwertbarer Ziegel und Mutterboden am linken Ufer des Geländes sowie die Vermarktung von etwa 10 Mio. m³ Kalkstein vorgesehen.

#### Andere Materialien (Schredderabfälle)
In mehreren Altauto-Recyclinganlagen werden Metalle von brennbaren Stoffen wie Kunststoff und Gummi getrennt. Die schwere Fraktion des Shredderabfalls weist eine beträchtliche Wärmekapazität auf und kann daher als Brennstoff in Zementöfen verwendet werden. Die Verwendung von Shredderabfällen als Sekundärbrennstoff und Rohmaterial ist auf die CBR-Anlage in Antoing beschränkt. Dort werden sie direkt in der Vorcalcinierung eingesetzt, ohne dass eine grundlegende Vorbehandlung wie eine Zerkleinerung erforderlich ist. Der Chlorgehalt von Schredderabfällen ist aufgrund des Vorhandenseins von Chlorkautschuken in der Regel hoch. Die Verbrennung solcher Abfälle in der Zementindustrie erfordert eine Ergänzung durch ausreichend chlorfreie Ströme. Schwermetalle in Shredderabfällen stellen in der Regel kein Problem für den Prozess dar, obwohl eine mögliche Anreicherung im Klinker problematisch sein könnte.

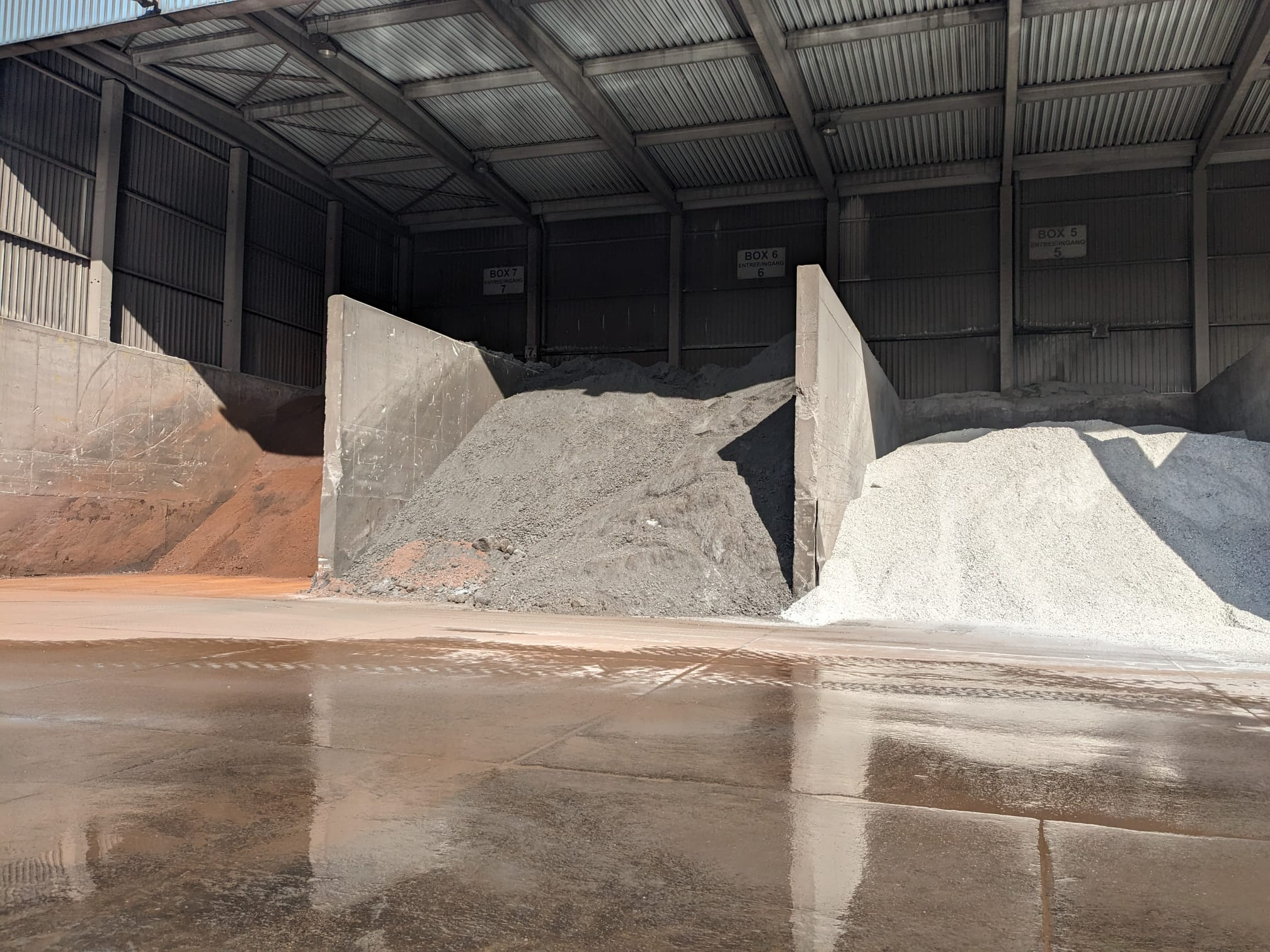
Materialien.

### Ofen

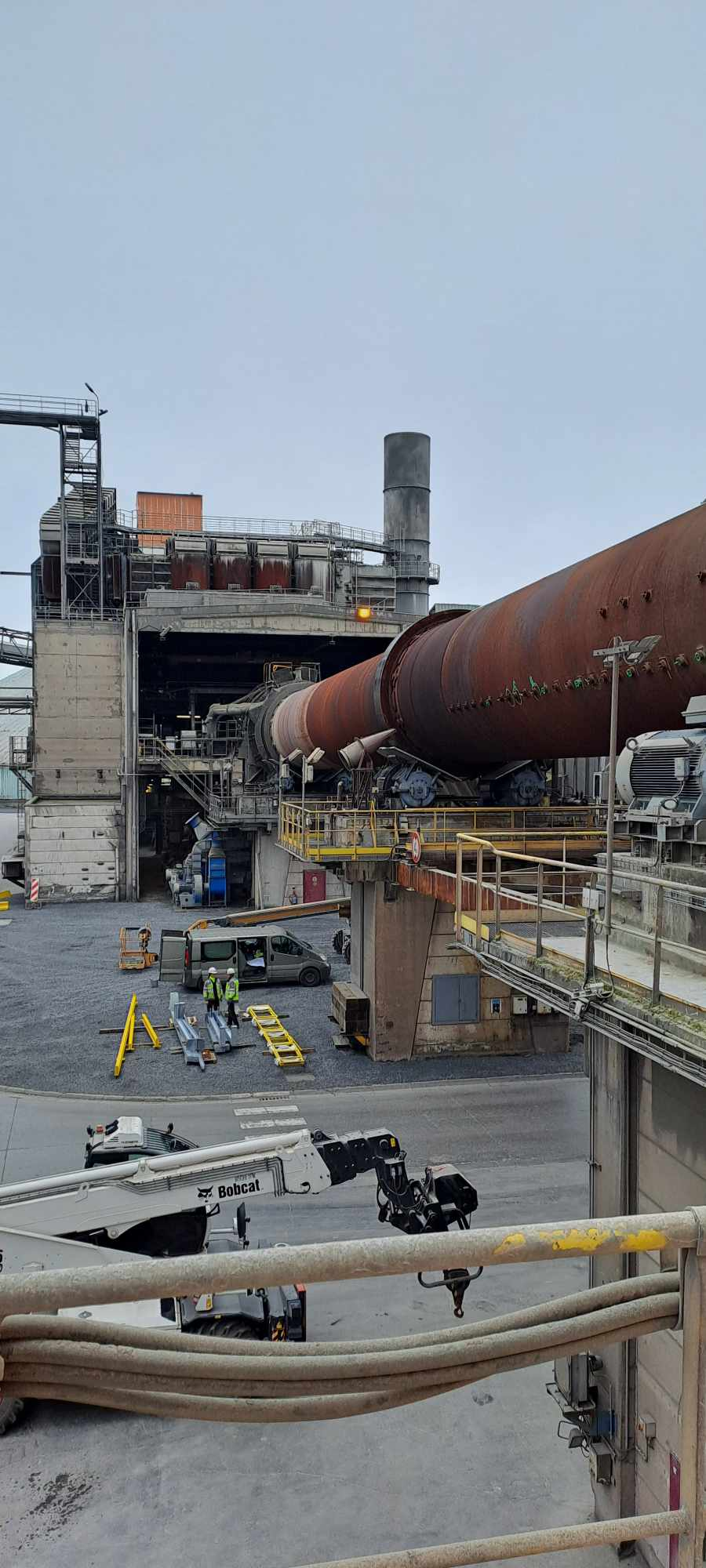
Zementofen Antoing

Am Standort Antoing von Heidelberg Materials gibt es lediglich einen Zementofen mit einer Kapazität von 3.250 Tonnen Klinker pro Tag. Wie bereits erwähnt, besteht der Ofen aus drei Bereichen: der Gewinnung, Dosierung und Mischung der Rohmaterialien, dem Ofen selbst und dem Zerkleinerungsprozess des entstehenden Produkts. Der Ofen in Antoing wiegt insgesamt 820 Tonnen, bestehend aus 350 Tonnen Stahl einerseits und 470 Tonnen feuerfestem Material andererseits. Die feuerfesten Steine schützen den Metallmantel des Ofens vor den hohen Temperaturen. Der Ofen von Antoing weist eine Länge von 67 Metern auf und rotiert mit einer Geschwindigkeit von 3,5 bis 4,2 Umdrehungen pro Minute. Der Vorwärmturm, in dem der Kalzinierungsprozess stattfindet, ist 88 Meter hoch. Im Januar 2016 wurde die Trommel des Zementofens, die aus dem Jahr 1986 stammte, durch eine neue ersetzt. Die alte Trommel wies gewisse Verformungen auf, die zu unvorhergesehenen Produktionsausfällen führen konnten. Die neue Trommel des Ofens wurde von den Ateliers Louis Carton aus Tournai geliefert. Das 23 Meter lange Metallrohr hat einen Durchmesser von 3,9 Metern und wiegt 110 Tonnen.
Einmal im Jahr wird die Anlage für drei Wochen abgeschaltet, um die Ausrüstung zu überprüfen, zu warten und zu verbessern.

## Umweltauswirkungen
Es bestehen Bestrebungen, die Umweltauswirkungen des gesamten Standorts in Antoing zu reduzieren. Mit einem Ausstoß von 800.000 Tonnen CO₂ pro Jahr leistet Heidelberg Materials einen signifikanten Beitrag zur Klimabelastung. Im Jahr 2022 wurden in Belgien in allen Sektoren zusammen 103 Mio. Tonnen CO₂ emittiert. Dies impliziert, dass die Emissionen von Antoing für etwa 1 % der Gesamtemissionen Belgiens verantwortlich sind.
Die Beheizung des Ofens mit grüner Energie stellt lediglich 32 % der Lösung dar. Von dieser Energie stammen bereits heute 65 % aus einer alternativen Quelle. Die primäre Energiequelle ist nach wie vor die Kohle, was einem Anteil von etwa 35 % entspricht.
Im Jahr 2010 wurde in Antoing ein neuer „Low NOx“-Brenner installiert. Darüber hinaus wird in Antoing, Lixhe und Harmignies die sogenannte „Selective Non Catalytic Reduction“-Technologie (SNCR) angewendet. Das System ermöglicht eine Reduktion der NOx-Emissionen um 30 % im Vergleich zu 2009 bis zum Jahr 2015.
Neben den Bemühungen des Unternehmens, seine CO2-Emissionen zu reduzieren, wird auch dem Wassermanagement am Standort Aufmerksamkeit geschenkt. Das für den Produktionsprozess verwendete Wasser wird nicht in die Schelde eingeleitet, sondern direkt in das Wasserbecken der SWDE (Société Wallonne de Eaux) geleitet. SWDE hat dort eine Wasseraufbereitungsanlage gebaut, in der das Abwasser für den Verbrauch aufbereitet wird. In Zusammenarbeit zwischen Sagrex und SWDE werden so bis zu 95 % der Abwässer aus dem Steinbruch in Trinkwasser umgewandelt.
In Zementöfen wird die Bypass-Technologie eingesetzt, um den Chlor- und Alkalikreislauf zu reduzieren. Ein Teil des heißen, staubhaltigen Ofengases, das flüchtige Bestandteile enthält, wird separat gekühlt und entstaubt, um zu verhindern, dass diese Bestandteile wieder in den Kreislauf gelangen.